# NGC 6152
NGC 6152 est un amas ouvert situé dans la constellation de la Règle. Il a été découvert par l'astronome britannique John Herschel en 1834.
Selon la classification des amas ouverts de Robert Trumpler, cet amas renferme entre 50  et   100 étoiles (lettre m) dont la concentration est moyenne (II) et dont les magnitudes se répartissent sur un intervalle moyen (le chiffre 2). Toutefois, selon le catalogue Lynga, l'amas contient plus de 100 étoiles (r), dont la concentration est moyennement faible (III) et dont la répartition des magnitudes est grande (3). Cependant, Lynga indique que l'amas renferme 70 membres. Cette contradiction entre la classification et le nombre de membres n'est pas rare dans le catalogue Lynga.

## Observation
Avec une magnitude visuelle de 8,1, on peut observer l'amas avec des jumelles dont l'ouverture est de 40 à 50 mm ou avec un petit télescope.

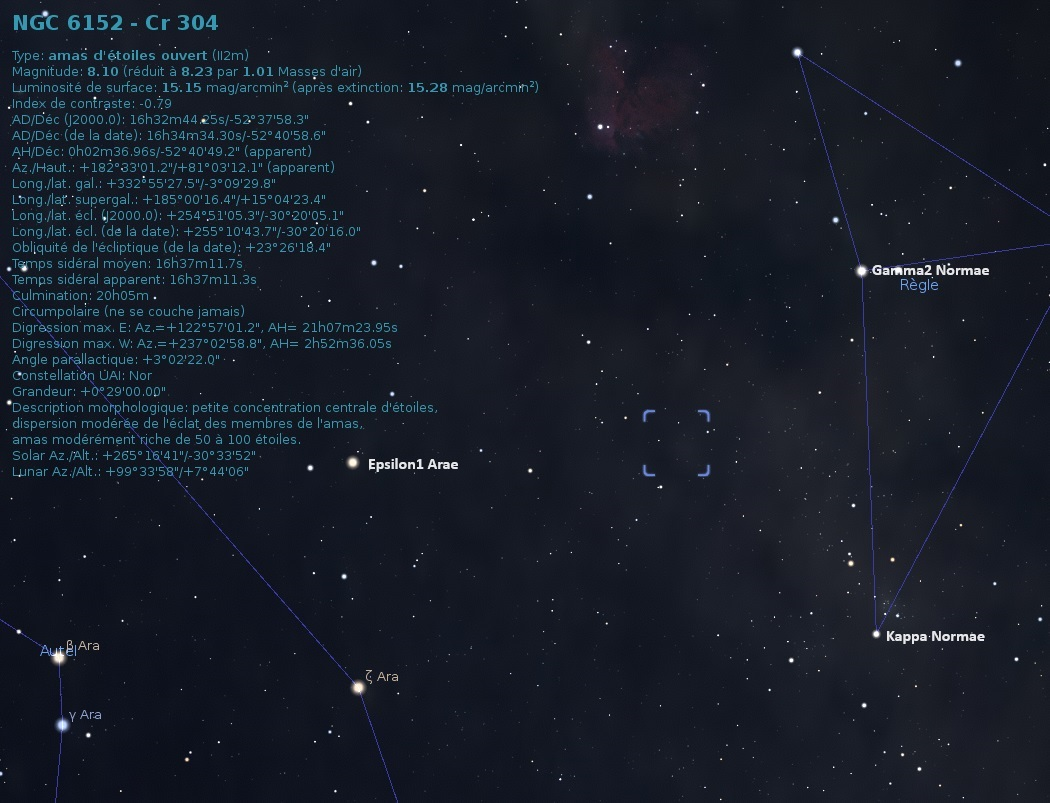
Localisation de NGC 6152 dans la constellation de la Règle. (Stellarium)

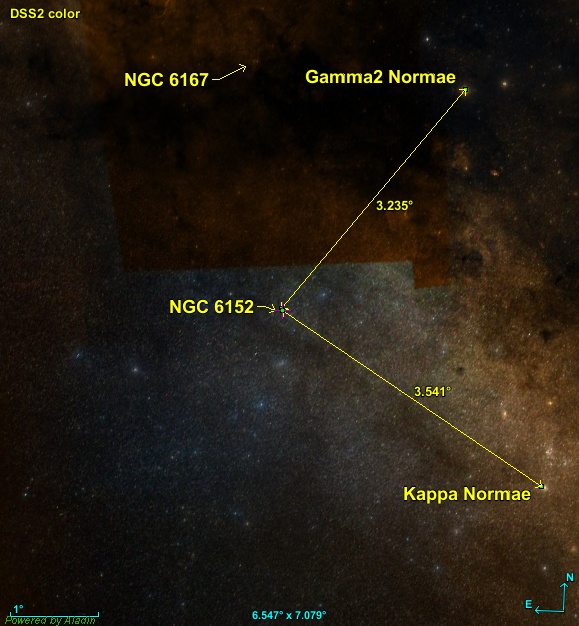
Position de NGC 6152 par rapport à deux étoiles.

NGC 6152 est situé à environ 3,2 degrés au sud-est de l'étoile Gamma2 Normae et à 3,5 degrés au nord-est de Kappa Normae (en).

## Caractéristiques
Certaines caractéristiques apparaissent sur la base de données Simbad, mais une publication très récente (2023) basée sur les mesures de la parallaxe par le satellite Gaia a permis une mise à jour importante des données. Les données du « GAIA EARLY DATA RELEASE 3 (GAIA EDR3) » ont également permis aux auteurs (Almeida, Monteiro et Dias) de cette publication d'estimer la masse de 773 amas ouverts, dont celle de NGC 6152 qui est de 1228 ± 245 {\displaystyle M_{\odot }}.

### Distance, taille et vitesse
Selon Almeida et ses collègues, cet amas est à 1 534 ± 26 pc du système solaire.
La parallaxe moyenne des étoiles de l'amas a été obtenue des mesures effectuées par le satellite Gaia. Cinq valeurs différentes publiées dans de récents articles (2018 à 2021) sont indiquées sur la base de données Simbad : 0,595 ± 0,032 mas, 0,617 ± 0,026 mas, 0,594 ± 0,047 mas, 0,594 ± 0,044 mas, et 0,594 ± 0,003 mas. La valeur moyenne de la parallaxe est égale à 0,598 8 ± 0,010 2 mas, ce qui correspond à une distance de 1 670 ± 29 pc. Cette distance est compatible quoiqu'un peu supérieure à celle proposée par Almeida et ses collègues.
La taille apparente de l'amas 25′, ce qui, compte tenu de la distance de 1 534 ± 26 pc et grâce à un calcul simple, équivaut à une taille réelle de 36,4 ± 0,6 al.
Trois vitesses différentes sont aussi indiquées sur la base de données Simbad: −35,70 ± 0,32 km/s,, −35,734 ± 0,259 km/s et −35,513 ± 0,338 km/s. La vitesse moyenne de cet échantillon est de −35,3 ± 0,5 km/s.

### Métallicité
Simbad rapporte une seule valeur de la métallicité, soit 0,131. Selon Almeida et ses collègues, la métallicité de l'amas est égale à 0,040 ± 0,027. Selon cette valeur, le pourcentage d'éléments lourds (plus lourds que l'hydrogène et l'hélium) de cet amas serait compris entre 103% et 117% (100,040 ± 0,027) de celui du Soleil.

### Âge
Webda indique un âge de 447 millions d'années (log10=8,65), ce qui est nettement supérieur aux 204 millions d'années proposé par Almeida.

## Étoiles
Simbad montre aussi un bouton nommé Children. En cliquant sur ce bouton, on atteint une section de cette base de données qui renferme un tableau contenant 1112 entrées pour NGC 6152. Cependant, des étoiles (les Children) peuvent apparaître plusieurs fois dans la deuxième colonne du tableau, d'où le nombre de liens bibliographiques qui est supérieure au nombre d'étoiles. La quatrième colonne de ce tableau indique la probabilité que l'étoile appartienne à l'amas. En cliquant sur le titre de cette colonne, on peut classer la probabilité par ordre croissant ou décroissant. En cliquant sur la désignation de l'étoile, on atteint la page de Simbad qui résume ses propriétés.